# Guillaume Samica
Guillaume Samica (ur. 28 września 1981 w Choisy-au-Bac) – były francuski siatkarz, grający na pozycji przyjmującego. Reprezentant Francji w latach 2003–2012. W 2018 roku zakończył karierę siatkarską.

## Życiorys
Guillaume Samica pochodzi ze sportowej rodziny. Jego ojciec jest trenerem siatkarskim. To głównie dzięki niemu zawodnik zaczął treningi siatkówki.
Zawodnik ma polskie korzenie. Jego prapradziadkowie pochodzili z Polski. Jego żoną jest argentyńska siatkarka Natali Flaviani. W 2017 roku urodziła im się córka Justine.

## Sukcesy klubowe
Liga francuska:
- 2007

Puchar Challenge:
- 2009

Liga polska:
- 2009, 2012

Puchar Grecji:
- 2010

Liga grecka:
- 2010

Liga argentyńska:
- 2013

## Sukcesy reprezentacyjne
Mistrzostwa Europy Juniorów:
- 2000

Liga Światowa:
- 2006

Mistrzostwa Europy:
- 2009